# Ruth-Maria Kemper
Ruth-Maria Kemper (* 6. Dezember 1930 in Dortmund; † 29. September 1965 in Berlin) war eine deutsche Schauspielerin.

## Leben
Ruth-Maria Kemper besuchte von 1951 bis 1953 eine Schauspielschule in Dortmund, wo sie auch ihr erstes Engagement am Theater erhielt. Hier spielte sie u. a. die Zofe Dorine im Tartuffe und auch die Luison im Eingebildeten Kranken, bis sie 1956 bei den Ruhrfestspielen in Recklinghausen engagiert wurde. Ruth-Maria Kemper spielte anschließend an Bühnen in Hamburg, Köln, Frankfurt am Main, Remscheid und Oberhausen. Im Frühjahr 1958 kam die junge Künstlerin an das Deutsche Theater nach Berlin, um danach von 1960 bis 1965 am Maxim-Gorki-Theater in Berlin zu arbeiten. Im Deutschen Fernsehfunk war sie eine sehr gefragte Darstellerin und auch in Hörfunkproduktionen häufig präsent.
1965 nahm sich Ruth-Maria Kemper im Alter von nicht einmal 35 Jahren das Leben.

## Filmografie
- 1961: Steinzeitballade
- 1963: Geheimarchiv an der Elbe
- 1964: Blaulicht (Episode Prozeß Jutta H.)
- 1965: Die Mutter und das Schweigen (Fernsehfilm)

## Theater
- 1956: Henrik Ibsen: Peer Gynt (Anitra) – Regie: Heinrich Koch (Ruhrfestspiele Recklinghausen)
- 1956: William Shakespeare: Hamlet – Regie: Karl-Heinz Stroux (Ruhrfestspiele Recklinghausen)
- 1958: Lope de Vega: Dorf Fuente Ovejuna (Laurencia) – Regie: Wolfgang Heinz (Deutsches Theater Berlin)
- 1958: Marcel Pagnol: Zum goldenen Anker (Fanny) – Regie: Otto Tausig (Deutsches Theater Berlin – Kammerspiele)
- 1959: Gustav von Wangenheim: Studentenkomödie (Beate) – Regie: Wolfgang E. Struck (Deutsches Theater Berlin – Kammerspiele)
- 1959: Unbekannter Verfasser: Die Trickbetrügerin und andere merkwürdige Begebenheiten – Regie: Herwart Grosse (Deutsches Theater Berlin – Kammerspiele)
- 1960: Lion Feuchtwanger: Vasantasena – Regie: Horst Schönemann (Maxim-Gorki-Theater Berlin)
- 1961: Georg Kaiser: Die Spieldose (Noelle) – Regie: Horst Schönemann (Maxim-Gorki-Theater Berlin)
- 1961: Rainer Kerndl: Schatten eines Mädchens (Halina) – Regie: Horst Schönemann (Maxim-Gorki-Theater Berlin)
- 1961: Maxim Gorki: Nachtasyl (Natascha) – Regie: Maxim Vallentin (Maxim-Gorki-Theater Berlin)
- 1965: Wiktor Rosow: Am Tage der Hochzeit (Rita) – Regie: Horst Schönemann (Maxim-Gorki-Theater Berlin)

## Hörspiele
- 1956: John P. Wynn: Anwalt Gordon Grantley plaudert aus seiner Praxis (Mary) – Regie: Kurt Meister (Kriminalhörspiel, 1. Teil – WDR)
- 1956: Wolfgang Ebert: Die Gangster von Valence (Ginette Brauchard) – Regie: Wilhelm Semmelroth (Hörspiel – WDR)
- 1957: John P. Wynn: Inspektor Hornleigh auf der Spur  (Ann) – Regie: Hermann Pfeiffer (Kriminalhörspiel, 6. Teil – WDR)
- 1957: Michel Aucouturier/Raoul Wolfgang Schnell: Ein Don Juan – Regie: Raoul Wolfgang Schnell (Hörspiel – WDR)
- 1960: Günther Rücker: Frühlingsmärchen (Mädchen) – Regie: Günther Rücker (Hörspiel – Rundfunk der DDR)
- 1961: Clifford Odets: Wo ist Lefty? (Lorence) – Regie: Fritz-Ernst Fechner (Hörspiel – Rundfunk der DDR)
- 1961: Wernher der Gartenaere: Helmbrecht (Gotelind) – Regie: Fritz Göhler (Kinderhörspiel – Rundfunk der DDR)
- 1962: Lothar Kleine: Die Verhöre des Captain Ronn (Schwester May) – Regie: Edgar Kaufmann (Hörspiel – Rundfunk der DDR)
- 1962: Rolf Schneider: 25. November. New York (Judy) – Regie: Helmut Hellstorff (Hörspiel – Rundfunk der DDR)
- 1963: Johann Wolfgang von Goethe: Egmont (Klärchen) – Regie: Erich-Alexander Winds (Hörspiel – Rundfunk der DDR)
- 1963: Jacques Roumain: Herr über den Tau (Annaise) – Regie: Fritz Göhler (Kinderhörspiel – Rundfunk der DDR)
- 1965: Sigmar Schollak: Untersuchung einer Katastrophe (Brunelli) – Regie: Wolfgang Brunecker (Hörspiel – Rundfunk der DDR)
- 1965: Zofia Posmysz: Bevor Sie mich kennenlernen (Janka) – Regie: Werner Grunow (Hörspiel – Rundfunk der DDR)
- 1965: Erasmus Schöfer: Der Pikadon (Kyoko) – Regie: Walter Niklaus (Hörspiel – Rundfunk der DDR)
- 1966: James Saunders: Gimlet (Lillien) – Regie: Fritz-Ernst Fechner (Hörspiel – Rundfunk der DDR)

## Synchronisationen
| Film                 | Jahr | Rolle   | Darsteller |
| -------------------- | ---- | ------- | ---------- |
| Das gestohlene Glück | 1958 | Annikki | Eeve Kivi  |